# Anoura luismanueli
Anoura luismanueli är en däggdjursart som beskrevs av den venezolanska zoologen Jesus Molinari, 1994. Arten ingår i släktet Anoura, och fladdermusfamiljen bladnäsor. IUCN kategoriserar arten globalt som livskraftig.
Djuret räknades tidigare som population av Anoura caudifer och godkänns numera som självständig art, bland annat på grund av rikligare hårbeklädnad. Underarmarna som bestämmer artens vingspann är 33,6 till 36,9 mm långa och vikten ligger mellan 7,5 och 10 gram. I djurets avföring hittades bara rester av pollen. Kroppslängden (huvud och bål) varierar mellan 59 och 65 mm och svansen är 3 till 6 mm lång. Med artepitet luismanueli hedrar artens auktor sin far Luigi Emanuele Molinari Tani. Denna fladdermus vilar i grottor och möjligen i andra gömställen.

## Utbredning
Anoura luismanueli är en sydamerikansk art som förekommer i Anderna och på östra sluttningen av Kordiljärerna på höjder av 1100 – 2300 meter över havet (Simmons 2005). Arten har rapporterats i Colombia och Venezuela.
Fladdermusen livnär sig av nektar och trivs i bergsterräng och molnskog.